# جيم كليمر
جيم كليمر (بالإنجليزية: Jim Clymer)‏ (4 مايو 1948)  محامي أمريكي نشط في مدينة لانكستر بولاية بنسلفانيا، كان النائب المرشح الرئاسي لحزب دستور الولايات المتحدة عام 2012، وهو الرئيس السابق لهذا الحزب.